# جيم براسكو
جيم براسكو (بالإنجليزية: Jim Brasco)‏ مواليد 3 فبراير 1931، كان لاعب كرة سلة أمريكي. بدأ مسيرته الاحترافية في سنة 1952. تم اختياره من قبل فريق فيلادلفيا سفنتي سيكسرز خلال الدرافت. حمل الرقم 15. بلغ طوله 6 قدم 1 بوصة (1.9 م). اعتزل اللعب في 1953. لعب مع فيلادلفيا سفنتي سيكسرز وأتلانتا هوكس.

## روابط خارجية
- جيم براسكو على موقع إن بي أي (الإنجليزية)
- جيم براسكو على موقع سبورتس رفرنس (الإنجليزية)
- جيم براسكو على موقع كلية كرة السلة في سبورتس رفرنس.كوم (الإنجليزية)
- جيم براسكو على موقع ريلجم (الإنجليزية)
- جيم براسكو على موقع بروبوليرز (الإنجليزية)